# Volkshaus (Prostějov)

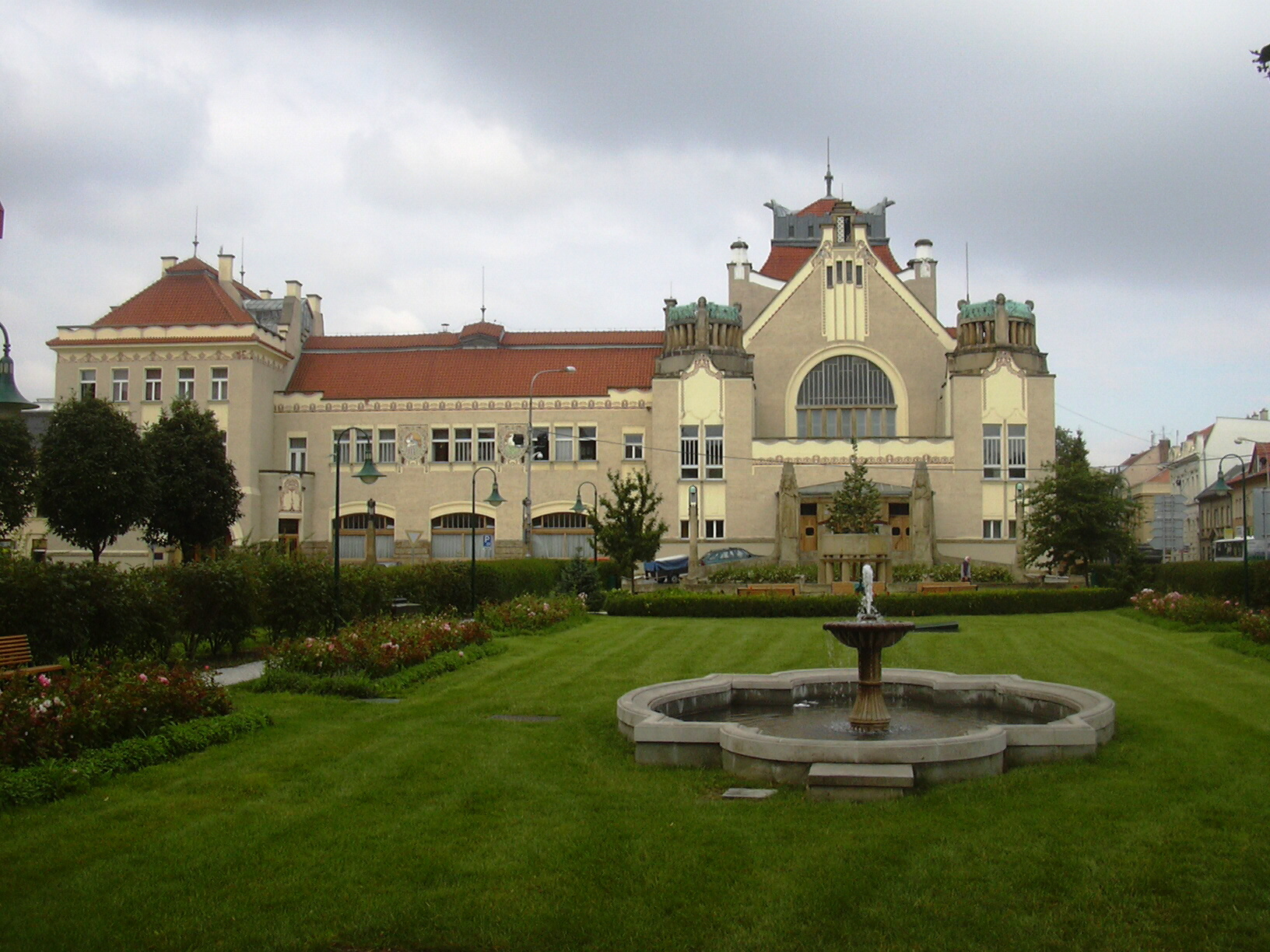
Volkshaus in Prostějov

Das Volkshaus (tschechisch Národní dům) ist ein bedeutendes Gebäude im tschechischen Prostějov. Es stellt ein architektonisches Wahrzeichen des Ortes dar und ist ein kulturelles und gesellschaftliches Zentrum.

## Geschichte
Es wurde von dem tschechischen Architekten Jan Kotěra 1905 als Jugendstilgebäude geplant und in den Jahren 1906/1907 erbaut. Neben dem Architekten arbeiteten für die Innen- und Außendekoration die Maler Jan Preisler und František Kysela, sowie die  Bildhauer Stanislav Sucharda, Bohumil Kafka und Karel Petr mit.

## Nutzung
Jährlich werden im Volkshaus 250 bis 300 kulturelle und gesellschaftliche Veranstaltungen durchgeführt. Dabei handelt es sich um Theateraufführungen, Konzerte, Bälle, soziale und geschäftliche Meetings und Firmenpräsentationen. Auch gibt es viele Ausstellungen von Gemälden und Skulpturen. Hier fand auch das internationale Bildhauersymposium der Stadt Prostějov statt. Zudem werden im Erdgeschoss ein Café und ein Restaurant betrieben.